# 古布庄村
古布庄村（こうのしょうそん）は、鳥取県東伯郡にあった村。現在の東伯郡琴浦町の一部にあたる。

## 地理
加勢蛇川中流の河岸段丘に位置していた。

## 歴史
- 1887年（明治20年）派出所設置[3]。
- 1889年（明治22年）
  - 同年、駐在所を設置[3]。
  - 10月1日、町村制の施行により、八橋郡法万村、杉地村、八反田村、宮場村、矢下村、古長村、別宮村が合併して村制施行し、古布庄村が発足[1][2]。旧村名を継承した法万、杉地、八反田、宮場、矢下、古長、別宮の7大字を編成[2]。三本杉村との組合役場を古布庄村大字古長に設置[2]。
- 1896年（明治29年）4月1日、郡の統合により東伯郡に所属[2]。
- 1900年（明治33年）5月1日、東伯郡三本杉村と合併し古布庄村が存続[1][2]。旧三本杉村の大字三本杉・中津原・野井倉を継承し10大字となる[2][4]。
- 1937年（昭和12年）古布庄郵便取扱所が開設され、その後、古長郵便局となる[3]。
- 1953年（昭和28年）村営診療所開設[3]。古布庄公民館開設[3]。
- 1954年（昭和29年）2月1日、東伯郡八橋町、浦安町、下郷村、上郷村と合併し東伯町を新設して廃止された[1][2]。合併後、東伯町大字法万・杉地・八反田・宮場・矢下・古長・別宮・三本杉・中津原・野井倉となる[2]。

## 産業
- 農業

## 教育
- 1887年（明治20年）古長尋常小学校が開校し、古長簡易小学校を併置[3]。1907年（明治40年）高等科を併置し古長尋常高等小学校となる[3]。1916年（大正5年）古布庄尋常高等小学校に改称[3]。1941年（昭和16年）古布庄国民学校に改称[3]。1947年（昭和22年）古布庄小学校に改称[3]。
- 1947年、古布庄小学校校舎の一部を用いて古布庄中学校開校[3]。1950年（昭和25年）聖郷中学校に統合され同校古布庄分教場となる[3]。